# Križe, Brežice
Križe so razloženo naselje v Občini Brežice z gručastim jedrom.
Na severnem delu ter na območjih nad 500m nadmorske višine prevladujejo samotne kmetije (Padežnik, Goli vrh in Brezolan). Križe ležijo na vzhodnem delu Posavskega hribovja na meji z Bizeljskim gričevjem na prisojnem pobočju severnega odrastka Orlice (Vel. Špica, 630 mnm), in v povirju potoka Močnika in Koprivnice. Najvišja območja v Križah so pod Orlici (610mnm) in Goli vrh (561mnm), najnižja točka je pri potoku Koprivnica s 279mnm. Povprečna nadmorska višina celotnega območja Križ je 418m. Križe spadajo po občino Brežice, meji na zahodu z Krški občini (Kostanjek), z občini Kozje na severu in z KS Pečice na vzhodu in jugu (Šapole). Leta 1869 je tu živelo 344 prebivalcev, 2002 pa le še 132. V Križah prevladuje gozd (49%), sledijo travniki (36%) in obdelovalne površine (njive 7%, vinogradi 3%, in sadovnjaki 1%). V kmetijstvu prevladujejo živinoreja, poljedelstvo, vinogradništvo, v zadnjem času tudi sadjarstvo. Podnebje je subpanonsko.